# Magnus Lohse
Lars Magnus Lohse, född 28 juli 1984 i Vallda församling i Hallands län, är en svensk friidrottare (kulstötning) tävlande för Mölndals AIK. Han vann guld i kulstötning på europamästerskapen för juniorer år 2003.
Vid U23-EM i Erfurt i Tyskland 2005 kom  han femma på 18,86.

## Familj
Magnus Lohse är son till seglaren Bobby Lohse och bror till spjutkastaren Jonas Lohse.

## Personliga rekord
| Utomhus - Kula – 19,18 (Fort Collins, Colorado, USA 25 mars 2006) - Diskus – 51,17 (Fort Collins, Colorado, USA 26 mars 2005) - Slägga – 52.62 (Helsingborg 18 maj 2008) - Spjut – 61,63 (San Diego, Kalifornien, USA 11 maj 2007) | Inomhus - Kula – 20,03 (Laramie, Wyoming, USA 29 januari 2005) |